# Computer-aided three-dimensional interactive application

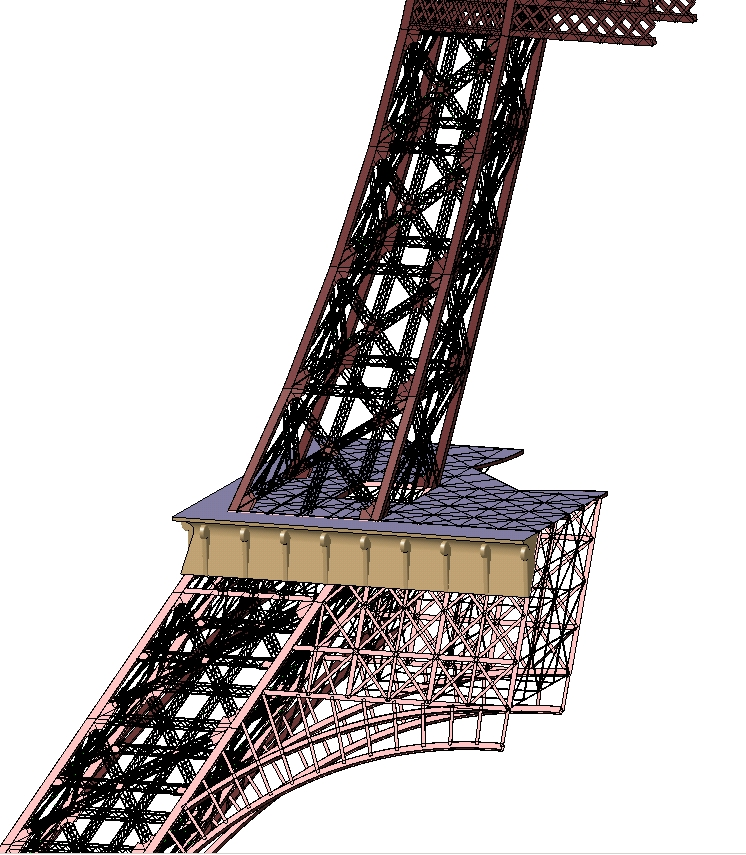
Weergave van de noordelijke poot van de Eiffeltoren, gemaakt met CATIA V5R17.

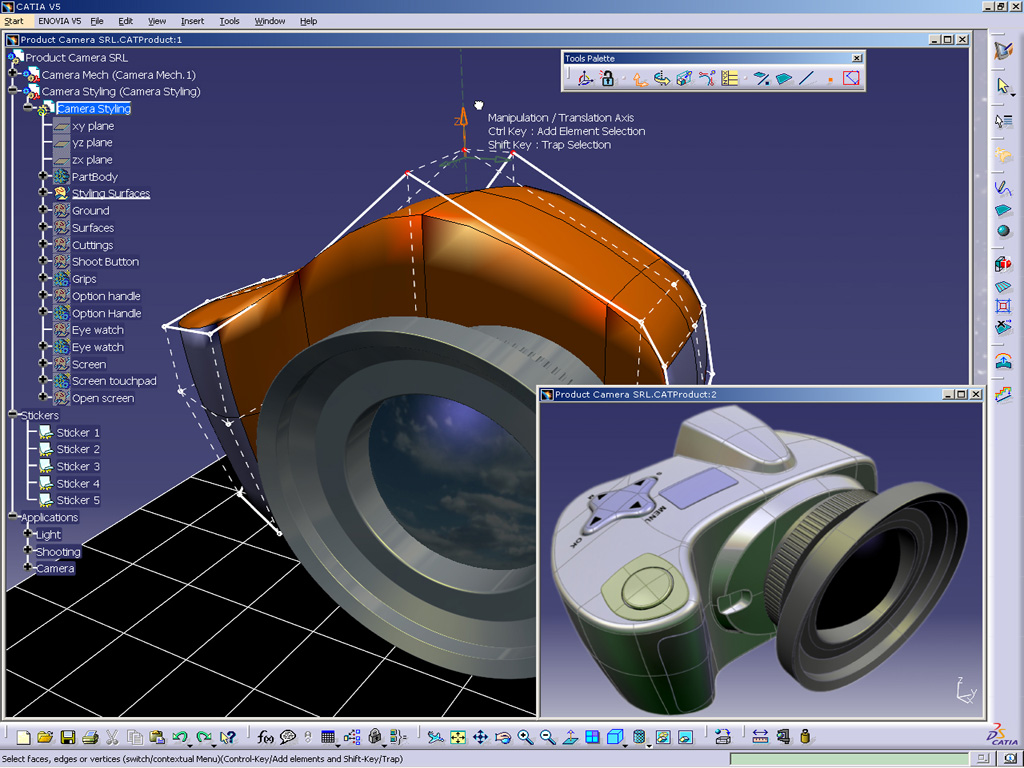
Het ontwerpen van een camera met behulp van CATIA V5.

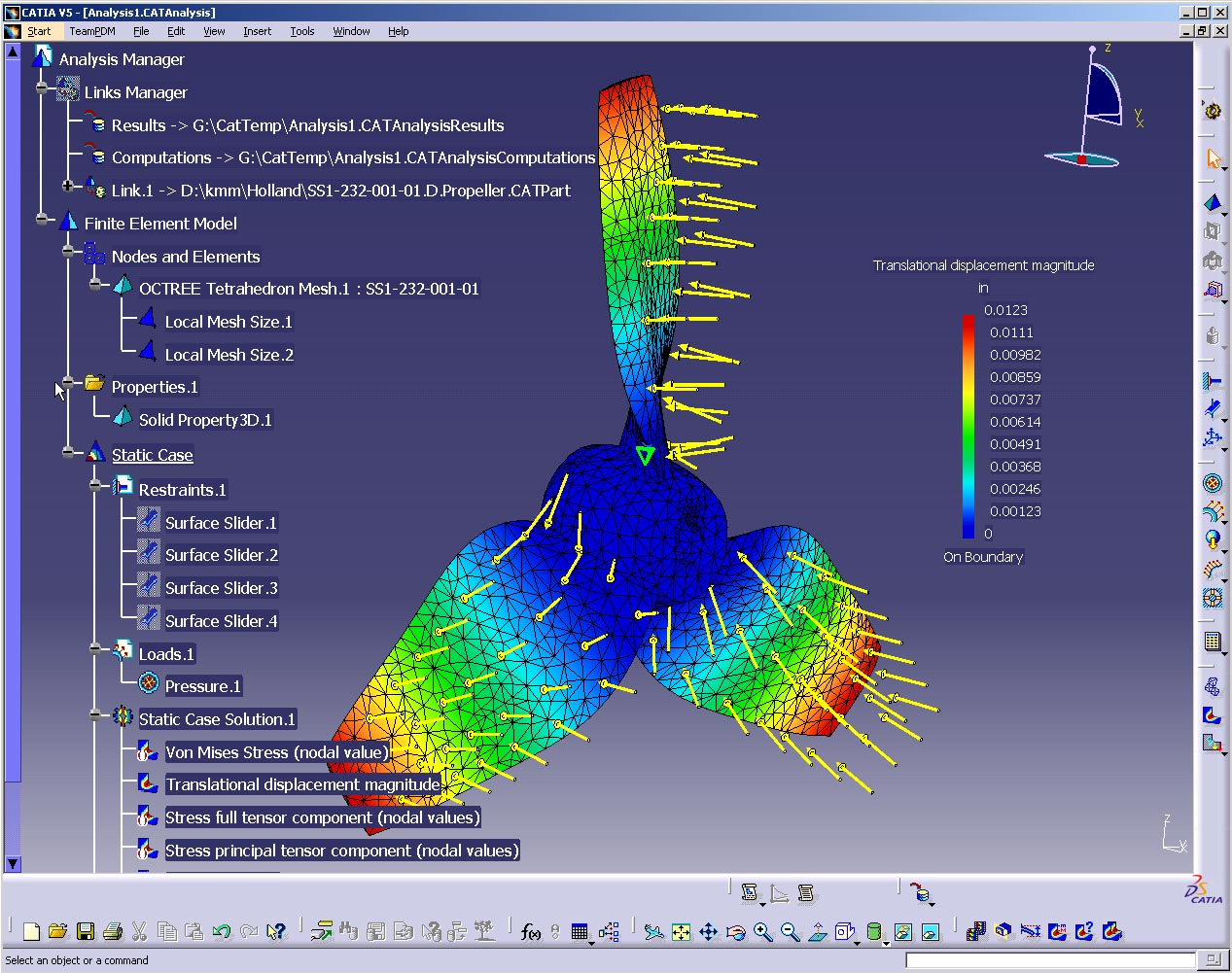
Weergave van de krachten die werken op een scheepsschroef, gemaakt met CATIA V5.

Computer-aided three-dimensional interactive application of CATIA is een driedimensionaal CAD-programma dat door Dassault is ontwikkeld voor het ontwerpen van constructies. Het wordt wereldwijd door IBM aangeboden. Met behulp van deze software worden vliegtuigen en schepen ontworpen, maar ook in de auto-industrie wordt CATIA veel toegepast. Zowel de autofabrikanten als de toeleveranciers, de original equipment manufacturers, gebruiken het programma.

## Geschiedenis
Het computerprogramma werd eind jaren 70 en begin jaren 80 van de 20e eeuw door vliegtuigbouwerDassault ontwikkeld voor het ontwerpen van hun straaljagers, de Mirage-gevechtsvliegtuigen. Het CAD-programma werd aanvankelijk CATI genoemd, Conception Assistée Tridimensionnelle Interactive of interactief ondersteund driedimensionaal ontwerp. CATI was voor een deel op CADAM gebaseerd, een 2D-ontwerpprogramma dat Dassault in 1975 van Lockheed had gekocht. CADAM was een acroniem voor Computer Augmented Design And Manufacturing. De naam werd in 1981 in CATIA gewijzigd toen Dassault een dochteronderneming, Dassault Systemes, opzette om het computerprogramma verder te ontwikkelen en te verkopen aan andere bedrijven.
CATIA versie 3 werd in 1988 overgezet van mainframe naar Unix. Het doorontwikkelde CADAM werd in 1992 van IBM gekocht en een jaar later kwam CATIA CADAM V4 op de markt. Deze vierde versie was beschikbaar voor vier verschillende Unix besturingssystemen. Een geheel nieuw opgezette versie werd in 1998 op de markt gebracht, CATIA V5, die ook met Windows NT kon worden gebruikt en vanaf 2001 met Windows XP. CATIA V6 werd in 2008 uitgebracht. Deze versie is alleen nog voor Windows beschikbaar.

## Gebruikers
Bedrijven die CATIA gebruiken zijn te vinden in verschillende bedrijfstakken. Enkele voorbeelden van ondernemingen die CATIA gebruiken:

### Auto-industrie
- Mercedes[1]
- Toyota[2]
- Volkswagen

### Scheepsbouw
- Northrop Grumman Newport News, bouwer van de Amerikaanse supervliegdekschepen van de Gerald R. Ford-klasse[3]
- Electric Boat Company, bouwer van de Amerikaanse duikboot USS Virginia

### Vliegtuigindustrie
- Airbus, CATIA V4 en V5 gebruikt bij de ontwikkeling van de Airbus A380[4]
- Boeing, CATIA V3 bij het ontwerpen van de Boeing 777 en CATIA V5 bij het ontwerpen van de Boeing 787[5][6]

### Overige
- Frank Gehry, ontwierp met CATIA het Guggenheim Museum in Bilbao.[7]